# Trusnov
Trusnov település Csehországban, a Pardubicei járásban. Trusnov Ostrov, Ostřetín, Uhersko, Dolní Roveň, Jaroslav, Stradouň és Radhošť településekkel határos. Lakosainak száma 221 fő (2024. január 1.).

## Népesség
A település lakosságának változását az alábbi diagram mutatja:
| Lakosok száma | 674  | 660  | 609  | 445  | 310  | 222  | 218  | 216  | 217  | 221  |
|               | 1869 | 1890 | 1921 | 1950 | 1980 | 2001 | 2017 | 2019 | 2022 | 2024 |